# Franz Cumont

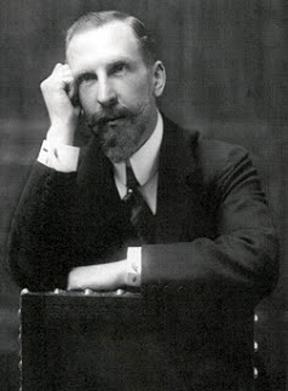
Franz Cumont

Franz-Valéry-Marie Cumont (* 3. Januar 1868 in Aalst, Belgien; † 20. August 1947 in Woluwe-Saint-Pierre bei Brüssel) war ein belgischer Klassischer Archäologe und Religionshistoriker, Philologe und Epigraphiker, der diese  Spezialdisziplinen für die Erforschung der synkretistischen Mysterienreligionen der Spätantike, vor allem des Mithraskultes, vereinte.

## Leben und Wirken
Franz Cumont wurde 1887 an der Universität Gent promoviert. Nachdem er Forschungsstipendien erhalten hatte, unternahm er archäologische Forschungen (Ausgrabungen) in Pontos und Armenien (veröffentlicht 1906) und in Syrien.
Bekannt ist er vor allem für seine Studien über den Einfluss der östlichen Mysterienreligionen, besonders des Mithraismus, auf das Römische Reich. Diese Werke sind bis heute grundlegend für die Erforschung der östlichen Mysterienreligionen, auch wenn die Forschung heute in vielen Punkten von seinen Ergebnissen abweicht. Insbesondere sah er einen persischen Ursprung der Mithrasreligion, zuerst dargelegt in einem Buch von 1896.
Er befasste sich auch mit der Geschichte der Astrologie. So war er Initiator und zusammen mit Franz Boll und anderen Herausgeber des Catalogus Codicum Astrologorum Graecorum, dessen erster Band 1898 erschien. 1953 wurde das insgesamt 12-bändige Werk abgeschlossen, unterstützt durch eine Stiftung aus Cumonts Nachlass.
Cumont galt international als brillant, aber sein öffentliches Auftreten war unvorsichtig. 1910 weigerte sich Baron Edouard Descamps, der katholische Minister der Wissenschaften und Künste Belgiens, die einstimmige Empfehlung der Fakultät der Universität Gent für Cumont für den Lehrstuhl für Römische Geschichte zu genehmigen; Cumont war dort seit 1906 Professor. Es gab eine lebhafte Pressekampagne und Studentenbewegung zugunsten von Cumont, weil die Ablehnung als offenkundige religiöse Einmischung in das Universitätsleben galt. Als ein anderer Kandidat ernannt wurde, legte Cumont seine Ämter an der Universität Gent nieder; 1912 gab er auch seine Stellung am Königlichen Museum in Brüssel auf, verließ Belgien und lebte künftig abwechselnd in Paris und Rom.
Er lieferte Beiträge zu vielen Standardenzyklopädien, publizierte viele Bücher und führte 1922 unter schwierigen politischen Bedingungen Grabungen am Ufer des Euphrat an der bis dahin unbekannten Stätte von Dura-Europos durch; er veröffentlichte diese Forschungsergebnisse 1926. Er war Mitglied der meisten europäischen Akademien. So wurde er 1913 zum auswärtigen Mitglied (associé étranger) der Académie des Inscriptions et Belles-Lettres gewählt. 1936 wurde Franz Cumont der Francqui-Preis für Humanwissenschaften verliehen. Von mehreren europäischen Universitäten erhielt er die Ehrendoktorwürde. 1947 schenkte Franz Cumont seine Bibliothek der Academia Belgica in Rom.
1997 feierte die Königliche Bibliothek in Brüssel den fünfzigsten Todestag von Cumont mit einem Kolloquium über den Synkretismus im Mittelmeerraum der Antike.

## Veröffentlichungen (Auswahl)
- Textes et monuments figurés relatifs aux mystères de Mithra. 2 Bände. Lamertin, Brüssel 1896/1899.
- Les mystères de Mithra. Lamertin, Brüssel 1900.
  - Die Mysterien des Mithra. Ein Beitrag zur religionsgeschichtlichen Kaiserzeit. Deutsche Ausgabe von Georg Gehrich. Teubner, Leipzig 1903.
  - Die Mysterien des Mithra. Ein Beitrag zur Religionsgeschichte der römischen Kaiserzeit. Autorisierte deutsche Ausgabe von Georg Gehrich. 5. Auflage. Unveränderter Nachdruck der von Kurt Latte besorgten dritten, vermehrten und durchgesehenen Auflage von 1923. Teubner, Leipzig 1981.
- Studia Pontica. 3 Bände. Lamertin, Brüssel 1903–1910.
- Catalogus Codicum Astrologorum Graecorum. Lamertin, Brüssel.
  - Band 5: Codices Romani. 4 Teilbände. 1904–1940.
  - Band 7: Codices Germanici. 1908.
- Les religions orientales dans le paganisme romain. Conférences faites au Collège de France en 1905. Leroux, Paris 1906.
  - Die orientalischen Religionen im römischen Heidentum. Vorlesungen am College de France gehalten von Franz Cumont. Teubner, Leipzig 1910.
  - Die orientalischen Religionen im Römischen Heidentum. Nach der 4. französischen Auflage unter Zugrundelegung der Übersetzung Gehrichs bearbeitet von August Burckhardt-Brandenberg. 3. Auflage. Teubner, Leipzig 1931.
- Astrology and religion among the Greeks and Romans. Putnam, New York 1912; Dover, New York 1960.
- mit Joseph Bidez: Juliani imperatoris epistulae, leges, poematia fragmenta varia. Les belles lettres, Paris 1922.
- Afterlife in Roman paganism. Lectures delivered at Yale University on the Silliman Foundation. Yale University Press, New Haven 1922; Dover, New York 1959.
- Le temple aux gradins decouvert a Salihiyeh et ses inscriptions. Geuthner, Paris 1923.
- Les fouilles de Salihiyeh sur l’Euphrate. Geuthner, Paris 1923.
- Les Syriens en Espagne et les Adonies a Seville. Geuthner, Paris 1927.
- Deux autels de Phenicie. Geuthner, Paris 1927.
- Un sarcophage d’enfant trouve a Beyrouth. Geuthner, Paris 1929.
- L’Egypte des Astrologues. Fondation égyptologique Reine Elisabeth, Brüssel  1937
- mit Joseph Bidez: Les mages hellénisés. Zoroastre, Ostanès et Hystaspe d’après la tradition grecque. 2 Bände. Les belles lettres, Paris 1938.
- Recherches sur le symbolisme funéraire des Romains. Geuthner, Paris 1942; Arno Press, New York 1975.
- Lux perpetua. Geuthner, Paris 1949.

Bibliotheca Cumontiana
- Lux perpetua. Hrsg. von Bruno Rochette und André Motte. Brepols, Turnhout 2010, ISBN 978-88-8419-423-7.
- Les religions orientales dans le paganisme romain. Hrsg. von Corinne Bonnet und Françoise Van Haeperen. Brepols, Turnhout 2010, ISBN 978-88-8419-289-9.